# برانيسلاف بلازيتش
برانيسلاف بلاسيتش (بالصربية: Бранислав Блажић)‏ (1 أبريل 1957 - 1 أبريل 2020) جراح وسياسي صربي. عمل في عدة فترات بجمعيات في اتحاد صربيا والجبل الأسود وصربيا وفويفودينا، وكان وزيراً لحماية البيئة في حكومة صربيا من 1998 إلى 2000. يعد أحد الشخصيات البارزة في الحزب الراديكالي الصربي اليميني المتطرف ، وكان عضوًا في الحزب التقدمي الصربي منذ تشكيله في عام 2008.